# Moisés Aldape
Moisés Aldape Chávez (León, 14 agosto 1981) è un ex ciclista su strada messicano.
Professionista tra il 2005 e il 2009, ha partecipato a un'edizione del Giro d'Italia.

## Carriera
Da dilettante, con la maglia della marchigiana Centri della Calzatura, vince due edizioni del Gran Premio Capodarco (2003, 2004) e il Trofeo Internazionale Bastianelli nel 2004. Passa professionista nel 2005 con la Ceramiche Panaria-Navigare di Bruno Reverberi, e due anni dopo si aggiudica la Vuelta a Guanajuato. Trasferitosi al Team Type 1 a inizio 2008, nel biennio con la squadra statunitense fa sue due tappe montane alla Cascade Cycling Classic.
In carriera partecipa anche al Giro d'Italia 2006, ritirandosi, alla prova in linea élite dei campionati del mondo 2006 e alla gara su strada dei Giochi olimpici di Pechino 2008.

## Palmarès
- 2003

Trofeo Tosco-Umbro
Coppa Langione
Gran Premio Capodarco
- 2004

Gran Premio Capodarco
Gran Premio Città di Montegranaro
Trofeo Tosco-Umbro
Trofeo Internazionale Bastianelli
Trofeo Santi Martiri
Gran Premio Confezioni Santini Ardelio
Coppa Comune di Castelfranco di Sopra
- 2007 (Ceramica Panaria - Navigare, due vittorie)

2ª tappa Vuelta a Guanajuato (Irapuato > Salamanca)
Classifica generale Vuelta a Guanajuato
- 2008 (Team Type 1, una vittoria)

5ª tappa Cascade Cycling Classic (Mount Bachelor)
- 2009 (Team Type 1, una vittoria)

4ª tappa Cascade Cycling Classic (Mount Bachelor)

### Altri successi
- 2008 (Team Type 1)

Classifica a punti Tour de Beauce
- 2009 (Team Type 1)

Classifica scalatori Tour Of Missouri

## Piazzamenti

### Grandi Giri
- Giro d'Italia

2006: ritirato

### Classiche monumento
- Giro di Lombardia

2007: ritirato

### Competizioni mondiali
- Campionati del mondo

Verona 1999 - Cronometro Juniores: 50º
Verona 1999 - In linea Juniores: 41º
Lisbona 2001 - Cronometro Under-23: 45º
Salisburgo 2006 - In linea Elite: 30º
- Giochi olimpici

Pechino 2008 - In linea: 46º